# Calumma uetzi
Espèce
Calumma uetzi est une espèce de reptiles de la famille des Chamaeleonidae.

## Répartition
| Localisation de Madagascar dans le Monde |

| Localisation de Madagascar dans le Monde |

Endémique de Madagascar, ce caméléon s’observe dans la province d'Antsiranana, au nord de Madagascar.

## Description
Cette espèce est ovipare.

## Étymologie
Cette espèce a été nommée en hommage à Peter Uetz, créateur de the Reptile Database.

## Publication originale
- David Prötzel, Miguel Vences, Oliver Hawlitschek et Mark D Scherz, « Endangered beauties: micro-CT cranial osteology, molecular genetics and external morphology reveal three new species of chameleons in the Calumma boettgeri complex (Squamata: Chamaeleonidae) », Zoological Journal of the Linnean Society, vol. 184, no 2,‎ 5 octobre 2018, p. 471–498 (ISSN 0024-4082, DOI 10.1093/zoolinnean/zlx112, lire en ligne, consulté le 1er avril 2022)